# Diadelia strandiella
Diadelia strandiella là một loài bọ cánh cứng trong họ Cerambycidae.